# Valluerca (Álava)
Valluerca es un concejo del municipio de Valdegovía, en la provincia de Álava, País Vasco (España).

## Localización
El concejo se encuentra a 12 kilómetros de la localidad burgalesa de Valpuesta y a 19 kilómetros de Espejo, la localidad más importante del municipio.

## Geografía
Se sitúa en una disimulada hondonada, ocupando terreno montañoso, rodeado de pequeños promontorios revestidos estos de espesa masa boscosa, y alcanzando una altitud media sobre el nivel del mar de 763 metros.

## Historia
Hacia mediados del siglo XIX, el lugar, ya por entonces perteneciente a Valdegovía, tenía contabilizada una población de 74 habitantes. Aparece descrito en el decimoquinto volumen del Diccionario geográfico-estadístico-histórico de España y sus posesiones de Ultramar de Pascual Madoz con las siguientes palabras:

VALLUERCA: l. del ayunt. de Valdegovia, en la prov. de Alava (á Vitoria 9 leg.), part. jud. de Añana (4), aud. terr. y dióc. de Búrgos (17), c. g. de las Provincias Vascongadas. sit. entre dos montes; clima templado, y reina el viento O. Tiene 20 casas; escuela de primera educacion para ambos sexos, frecuentada por 20 alumnos y dotada con 560 rs.; igl. parr. (Natividad de Ntra. Sra.) y servida por un beneficiado; una ermita (San Juan Bautista); y para surtido de la pobl. varias fuentes de aguas comunes. El térm. confina N. Fresno y Villalambrus; E. Acebedo; S. Corro, y O. Quintana; comprendiendo dentro de su circunferencia un monte poblado de pinos, robles y encinas. El terreno es de mediana calidad: los caminos locales: el correo se recibe de Miranda de Ebro. prod.: trigo, centeno, cebada, avena, patatas y legumbres; cria de ganado de todas clases; caza de jabalies, raposos, liebres y perdices. pobl.: 13 vec., 74 alm. contr.: con su ayunt. (V.).
(Madoz, 1849, p. 609)

En 2022, tenía empadronados seis habitantes.

## Demografía
| Gráfica de evolución demográfica de Valluerca entre 2000 y 2017 |
|                                                                 |
| Población de derecho según los censos de población del INE.     |

## Cultura

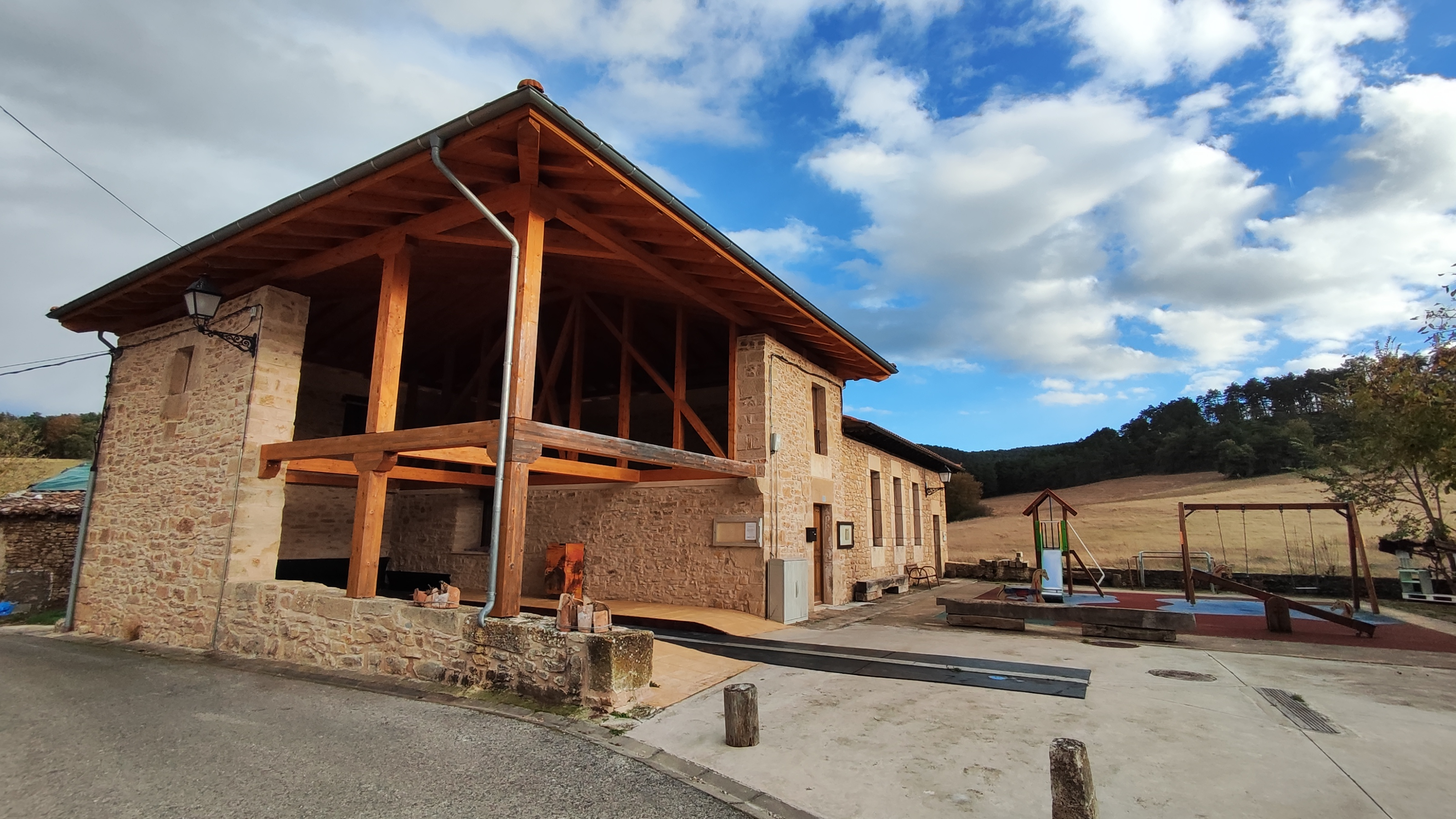
Centro Social de Valluerca

### Patrimonio material
Aparte de la interesante tipología de las casas que se distribuyen por todo el pueblo, con diferentes conceptos constructivos, varias de ellas de los siglos XVI y XVII, cabe destacar:
- Centro social, lugar de encuentro de la vecindad y donde se realizan las asambleas concejiles. Junto al centro hay una bolera,[4] juegos infantiles y una biblioteca comunitaria (nevera reutilizada con libros y revistas).[5]

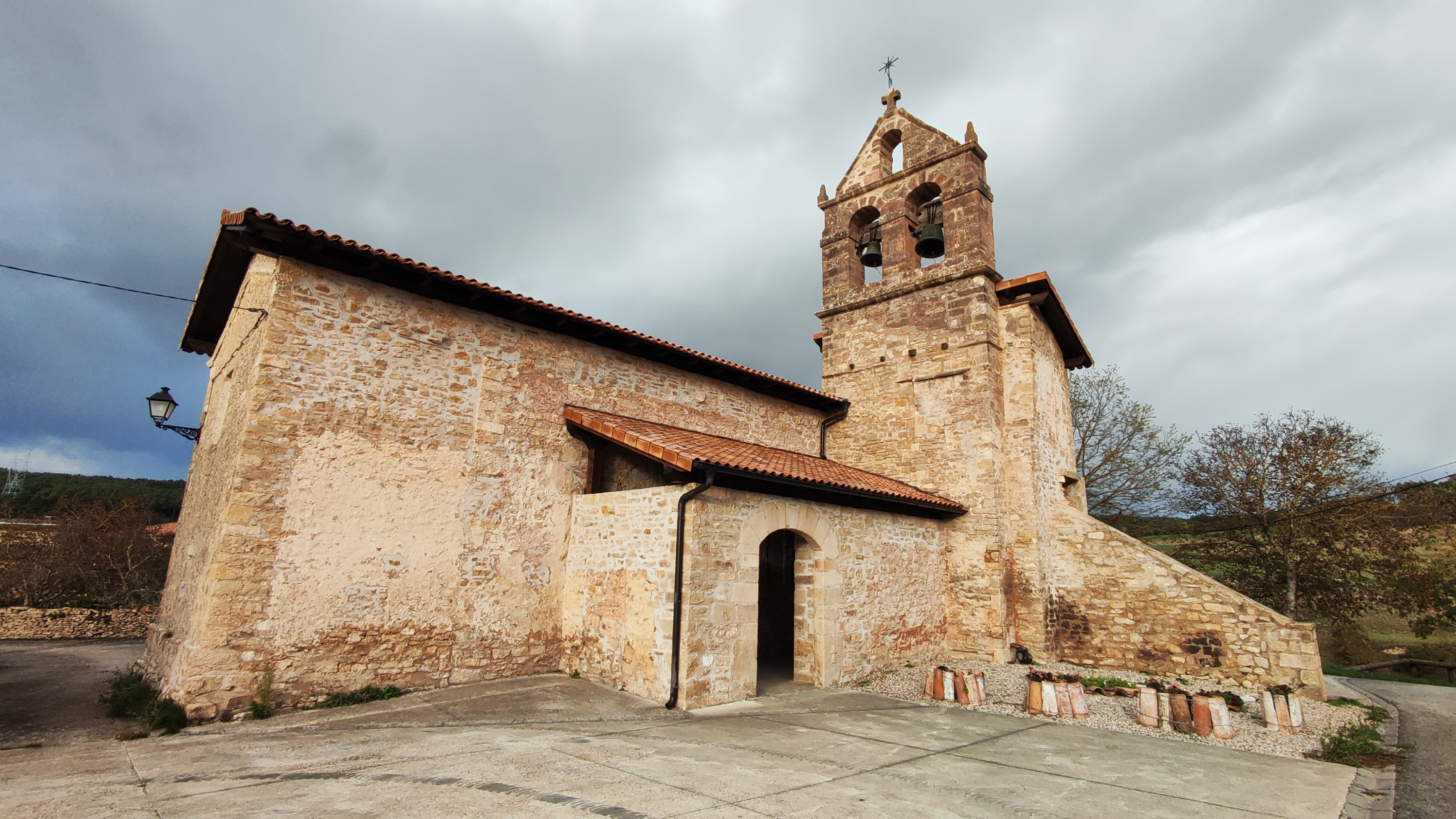
Iglesia de Valluerca

- Iglesia de ValluercaIglesia de Nuestra Señora de La Asunción. Posee una sola nave, con bóveda de medio cañón, ábside semicircular con una pequeña ventana en el mismo, cuyo dintel va ornado con fajas semicirculares y con distintos motivos, al original campanario prerrománico en forma de espadaña de tres huecos se le ha añadido posteriormente, un volumétrico cuerpo transformándola en torre.[6][7] La casa cural, aneja al pequeño y antiguo templo, cumple con las características propias de las casas habitación del lugar.
- Molino "La Noceda" o "de arriba", molino harinero desaparecido del que no queda rastro visible, únicamente, la posible ubicación del mismo por indicación de algún vecino, en el término del que recibe el nombre, la Noceda, sito al noroeste de la población, a orillas del arroyo del valle San Martín.[8]

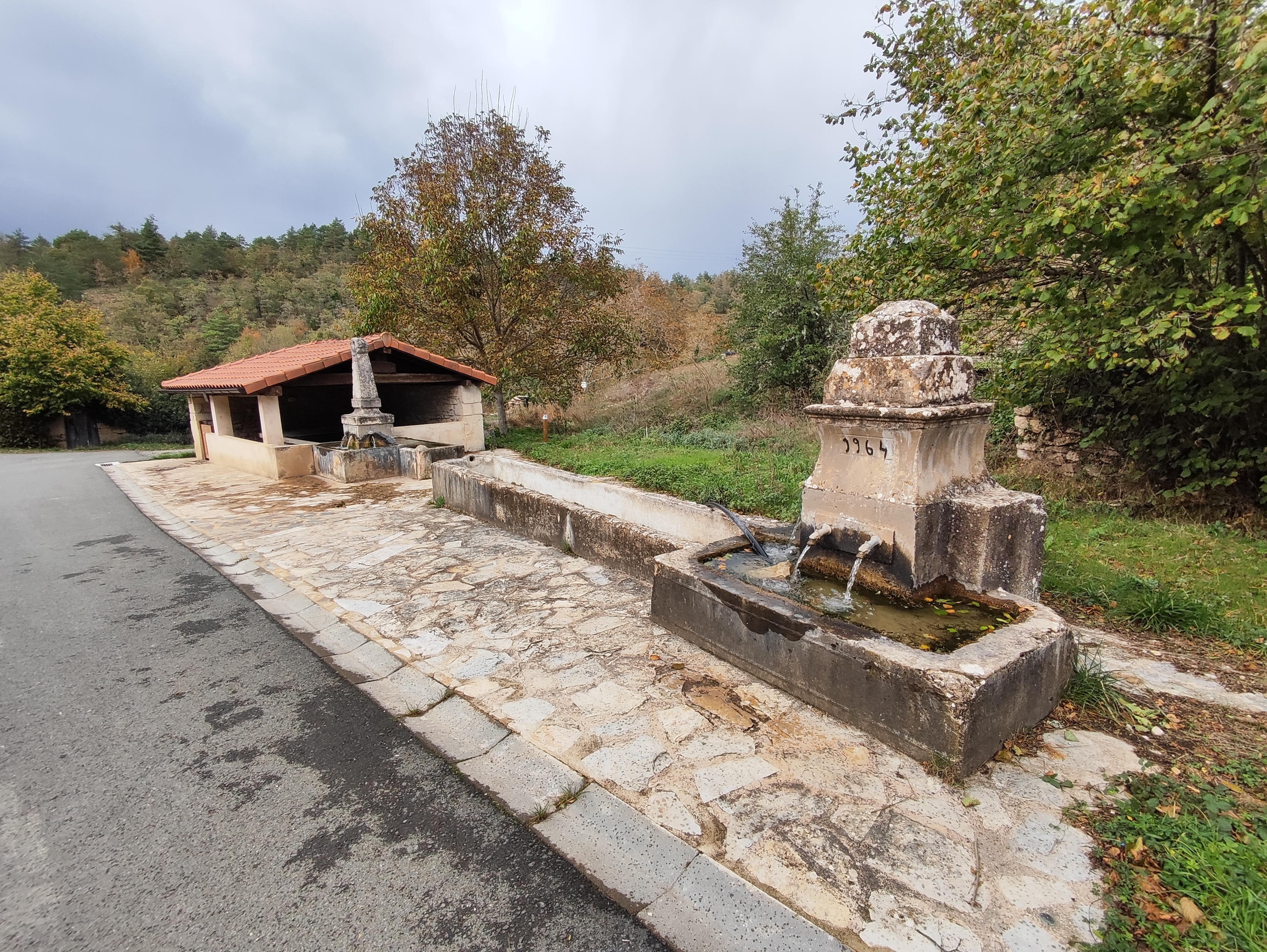
Tripleta de usos públicos

- Tripleta de usos públicosTripletas de Usos Públicos. Compuestas de fuente, lavadero y abrevadero, existen dos tripletas de usos públicos: La fuente antigua o vieja se halla formada por un arquitectónico cuerpo en cuya parte inferior surgen tres caños repartidos en tres caras, y un cuerpo superior en forma de tronco piramidal rematándose en curva y datando de 1865,[9] mientras que la moderna data de 1964.[10]
- Fuente-abrevadero en el centro de la localidad.[11]
- Ermitas desaparecidas: una dedicada a San Juan; otra a San Pedro; otra bajo la advocación de San Sebastián. Parece ser que en esta localidad existió otra ermita que guardaba en su interior una imagen de Santo Tomás. Y también, la ermita de la Virgen del Olmo. En ella se practicaba antiguamente el rito de ofrecer a la Virgen un tributo de trigo equivalente al peso del niño oferente, para lo cual se usaba una balanza existente en el atrio.[12]
- El topónimo «La torre», recuerda la ubicación de la desaparecida casa fortificada del siglo XIV. Del caserío destaca una casa del tipo palacio rural, con portada de medio punto y ventanas con antepechos y una de ellas blasonada, de estilo renacentista.[12]

### Patrimonio inmaterial
Las fiestas patronales se celebran en junio.[cita requerida]